# Стивенс, Майкл
Майкл Сти́венс (англ. Michael Stevens; 23 января 1986) — американский видеоблоггер, известный созданием YouTube-канала «Vsauce». Майкл стал одним из самых успешных ютуберов (с более чем 22 миллионами подписчиков и 4 миллиардами просмотров), а также одним из лидеров в популяризации науки и образования в Интернете. В 2017 году он создал и снялся в сериале «Mind Field» (YouTube Red) и представил общенациональный образовательный сценический тур «Brain Candy Live!» вместе с Адамом Сэвиджем.

## Биография
Майкл родился 23 января 1986 года в Канзас-Сити, штат Миссури. Его мать работала ассистентом преподавателя, а отец был инженером-химиком. В 1991 году семья переехала в Стилвелл, штат Канзас. Майкл окончил среднюю школу в Блу Вэлли, где он развил свой талант комика и участвовал в программах информативной речи и драматического клуба. Затем он окончил Чикагский университет со степенью бакалавра по психологии и английской литературе. Будучи студентом, Майкл заинтересовался редактированием видео, просмотрев трейлер к фильму «Сияние».

### YouTube-каналы «Vsauce»
На канале Майкла изначально выпускался контент, связанный с видеоиграми, пока популярность его образовательной серии видео «DOT» не стала предметом дискуссий, представляющих общий интерес к «Vsauce». Позже автор перестал добавлять слово «DOT» в свои видео, сделав рубрику основной темой Ютуб-канала. Известность Стивенс получил благодаря подаче: к научному содержанию видео он прибавил неординарный юмор и иронию.
Канал «Vsauce» насчитывает 22,4 миллиона подписчиков. Самый популярный бесплатный ролик на канале — «Парадокс Банаха — Тарского» (англ. The Banach-Tarski Paradox) — собрал 44 миллиона просмотров.
В 2010 году были созданы каналы «Vsauce2» и «Vsauce3». Они являются дополнительными каналами бренда, на которых снимаются ведущие Кевин Либер и Джек Роупер соответственно.

### Премиум-контент «Vsauce»
С 2017 по 2019 год Майкл Стивенс снимался в шоу «Mind Field» от подразделений «Ютуба» «YouTube Originals» и «YouTube Red». Оно содержит эксклюзивные короткометражные документальные фильмы в Научно-Познавательном стиле, в которых ведущим является Майкл. «Mind Field» содержит 18 фильмов. Некоторые выпуски доступны по премиум-подписке.

### Другие каналы
В 2018 году в видео «Face Reveal» канала «HowToBasic» поучаствовал Майкл. В нём он сказал, что является автором канала, однако это оказалось шуточным роликом. Стивенс имеет другие старые аккаунты, уже не используемые.

### Приветствие
Каждое научное видео Майкл начинает с фразы «Хей, Vsauce! С вами Майкл» (англ. Hey, Vsauce! Michael here). Она стала одной из главных атрибутов канала. Стивенс рассказал, что «Vsauce» — это «все, кто смотрит его видео».

## Личная жизнь
Майкл переехал в Лондон в 2012 году. В 2016 году он женился и вернулся в Америку, а в настоящее время проживает в Лос-Анджелесе.
В своём документальном фильме «Field Day» Майкл решил посетить Уиттиер, штат Аляска, для изучения уникальности отдалённого города.

## Фильмография
| Год              | Название                         | Роль                                       |
| ---------------- | -------------------------------- | ------------------------------------------ |
| 2009-2010        | «The Key of Awesome»             | Бородатая монахиня                         |
| 2010-наст. время | «Vsauce»                         | В роли самого себя                         |
| 2012             | «Dark Matters: Twisted But True» | В роли самого себя                         |
| 2013             | «Asdfmovie6»                     | Человек, говорящий о моркови               |
| 2013             | «Head Squeeze»                   | В роли самого себя                         |
| 2013             | «America Declassified»           | В роли самого себя (как научный журналист) |
| 2014             | «Super Brainy Zombies»           | В роли самого себя                         |
| 2014             | «Jimmy Kimmel Live!»             | В роли самого себя                         |
| 2015             | «Jamie Oliver’s Food Tube»       | В роли самого себя                         |
| 2016             | «BattleBots»                     | В роли самого себя (как судья)             |
| 2017             | «Mind Field»                     | В роли самого себя                         |

## Награды и премии
| Год  | Премиальное шоу                     | Категория                                        | Получатель                          | Итог      | Ист.   |
| ---- | ----------------------------------- | ------------------------------------------------ | ----------------------------------- | --------- | ------ |
| 2013 | «RealPlayer Video Visionary Awards» | Образование                                      | «Vsauce»                            | Победа    | [ 21 ] |
| 2014 | «Webby Awards»                      | Народный голос для новостей и информации (канал) | «Vsauce»                            | Победа    | [ 22 ] |
| 2014 | «Streamy Awards»                    | Наука и образование                              | «Vsauce»                            | Победа    | [ 23 ] |
| 2015 | «Streamy Awards»                    | Наука и образование                              | «Vsauce»                            | Победа    | [ 24 ] |
| 2015 | «Streamy Awards»                    | Монтаж                                           | Майкл Стивенс и Гай Ларсен (Vsauce) | Номинация | [ 24 ] |
| 2015 | «Webby Awards»                      | Народный голос для науки и образования (канал)   | Каналы «Vsauce»                     | Победа    | [ 25 ] |
| 2016 | «Webby Awards»                      | Народный голос для науки и образования (канал)   | «Vsauce Networks»                   | Победа    | [ 25 ] |

Почетный член Sigma Xi (2014).